# Dolna Kremena
Dolna Kremena (bulgariska: Долна Кремена) är ett distrikt i Bulgarien.   Det ligger i kommunen Obsjtina Mezdra och regionen Vratsa, i den västra delen av landet, 60 km nordost om huvudstaden Sofia.
Omgivningarna runt Dolna Kremena är en mosaik av jordbruksmark och naturlig växtlighet. Runt Dolna Kremena är det ganska glesbefolkat, med 43 invånare per kvadratkilometer.